# IC 5310
IC 5310 ist eine elliptische Galaxie vom Hubble-Typ E im Sternbild Aquarius. Sie ist schätzungsweise 350 Millionen Lichtjahre von der Milchstraße entfernt.
Das Objekt wurde am 27. September 1897 von Herbert Howe entdeckt.